# Desa Talunombo (administrativ by i Indonesien, lat -7,47, long 110,00)
Desa Talunombo är en administrativ by i Indonesien.   Den ligger i provinsen Jawa Tengah, i den västra delen av landet, 400 km öster om huvudstaden Jakarta.